# 서부구 (피지)

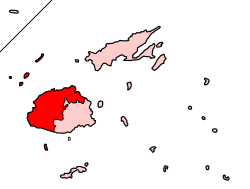
서부구의 위치

서부구(Western Division)는 피지를 구성하는 4개 구 가운데 하나로 바주와 난드로가나보사주, 라주로 나뉜다. 행정 중심지는 라우토카이다. 피지에서 가장 큰 섬인 비치레부섬 서반부와 야사와 제도, 비와섬, 와야섬, 벨룰렐레섬을 포함한다.